# Sanda Mamić
Sanda Mamić (ur. 22 marca 1985 w Zagrzebiu) – chorwacka tenisistka.
Występy w zawodowych meczach rozpoczęła we wrześniu 2000 roku, biorąc udział w kwalifikacjach do turnieju rangi ITF w Zadarze w Chorwacji. Tego samego roku, w okresie września i października wystąpiła trzykrotnie w turniejach głównych w Makarska, gdzie na jednym z nich doszła do półfinału gry deblowej. W następnym roku dotarła do finału singla w chorwackim Hvarze, w którym przegrała jednak z Petrą Cetkovską z Czech. W 2002 roku wygrała swój pierwszy turniej ITF we włoskim Chieti, pokonując w finale reprezentantkę gospodarzy Emily Stellato. W sumie w swojej karierze wygrała trzy turnieje singlowe i jeden deblowy rangi ITF.
W 2002 roku otrzymała od organizatorów dziką kartę do turnieju WTA w Bol, ale przegrała w pierwszej rundzie kwalifikacji z Julianą Fedak. W kwietniu 2004 roku pomyślnie przeszła kwalifikacje do turnieju w Budapeszcie i z powodzeniem wystąpiła w turnieju głównym, dochodząc do trzeciej rundy, pokonując po drodze takie tenisistki jak: Gala León García i Tathiana Garbin. Udany występ w Budapeszcie i osiągnięty przez to odpowiednio wysoki ranking pozwoliły jej na udział w kwalifikacjach do wielkoszlemowego French Open. I tutaj okazało się, że tenisistka jest w wysokiej formie, co zaowocowało wygraniem kwalifikacji i dotarciem do fazy głównej turnieju. W kwalifikacjach pokonała Jarmilę Gajdosovą, Mashonę Washington i Clarisę Fernandez, jednak w turnieju głównym odpadła w pierwszej rundzie, przegrywając z Maríą Sánchez Lorenzo. W tym samym roku zagrała jeszcze w kwalifikacjach do US Open, ale nie udało jej się wejść do turnieju głównego. Wystąpiła też w kilku turniejach, między innymi w Sopocie, gdzie po wygraniu kwalifikacji przegrała z Flavią Pennettą w pierwszej rundzie turnieju głównego.
W 2005 roku wystąpiła już bezpośrednio w turnieju głównym French Open, gdzie w pierwszej rundzie pokonała Lisę Raymond, a tym samym dotarła do rundy drugiej, co było jej największym życiowym sukcesem w historii występów w Wielkim Szlemie. Sukces ten powtórzyła w 2008 roku, pokonując tym razem Michaellę Krajicek.
Reprezentowała także swój kraj w rozgrywkach Pucharu Federacji.

## Wygrane turnieje rangi ITF
| turnieje z pulą nagród 100 000 $ |
| turnieje z pulą nagród 75 000 $  |
| turnieje z pulą nagród 50 000 $  |
| turnieje z pulą nagród 25 000 $  |
| turnieje z pulą nagród 15 000 $  |
| turnieje z pulą nagród 10 000 $  |

### Gra pojedyncza
|    | Data       | Turniej   | Kat. | ($)    | Naw.   | Finalistka         | Wynik         |
| 1. | 08/09/2002 | Chieti    | ITF  | 10 000 | ziemna | Emily Stellato     | 6:3, 6:0      |
| 2. | 20/04/2003 | Yamaguchi | ITF  | 10 000 | ziemna | Ryoko Takemura     | 6:2, 6:2      |
| 3. | 18/07/2004 | Garching  | ITF  | 25 000 | ziemna | Marija Kondratjewa | 6:3, 1:6, 6:2 |